# Ivo Watts-Russell
Ivo Watts-Russell (nacido en 1954 en Northamptonshire, Inglaterra) es el cofundador junto a Peter Kent del sello discográfico inglés 4AD. Además, ha producido varios álbumes.
Una de sus producciones más conocidas es el álbum debut de Cocteau Twins Garlands. La canción "Ivo" está nombrada tras él. También dirigió a This Mortal Coil, componiendo y seleccionando canciones, e incluso tocando teclados ocasionalmente. Junto a The Hope Blister, ha lanzado dos álbumes: ...smile's ok y Underarms.  Underarms en un principio se lanzó como CD de edición limitada; lanzado en 2005, junto a un CD extra con remezclas de Markus Guentner llamado Sideways.
Después de vender su sellos discográfico a sus distribuidores originales, Beggar's Banquet, a finales de 1999, Watts-Russell ahora trabaja en el arte y la fotografía.